# Elgin (condado de Kershaw)
Elgin es un pueblo ubicado en el condado de Kershaw en el estado estadounidense de Carolina del Sur. El pueblo en el año 2000 tiene una población de 806 habitantes en una superficie de 2.5 km², con una densidad poblacional de 322.4 personas por km². 

## Geografía
Elgin se encuentra ubicado en las coordenadas 34°10′11″N 80°47′30″O / 34.16972, -80.79167. Según la Oficina del Censo, el pueblo tiene un área total de 2,5 km² (1 mi²), de la cual 2,5 km² (1 mi²) es tierra y 0 km² (0 mi²) (0.0%) es agua.

## Demografía
En el 2000 la renta per cápita promedia del hogar era de $49.063, y el ingreso promedio para una familia era de $51.667. El ingreso per cápita para la localidad era de $17.592. En 2000 los hombres tenían un ingreso per cápita de $37.417 contra $25.288 para las mujeres. Alrededor del 11.60% de la población estaba bajo el umbral de pobreza nacional. 